# ليزا بورتر
ليزا ج. بورتر عالمة أمريكية ومديرة مؤسسة لنشاط مشاريع البحث الاستخباراتي المتقدم .  قبل هذا المنصب ، كانت المدير المساعد لأبحاث الطيران في وكالة ناسا وعالمة بارزة في مكتب التكنولوجيا المتقدمة التابع لوكالة مشاريع البحوث الدفاعية المتقدمة .
في مارس 2012 ، استقالت بورتر من IARPA. أشار مدير الاستخبارات الوطنية جيمس كلابر في مجلة وايرد أن السمة المميزة لها كقائدة كانت تجمع بين كبار المفكرين العلميين في البلاد لحل مشكلة صعبة.  انضمت إلي تليدين للتقنيات كنائب أول لرئيس شركة Teledyne Scientific & Imaging الفرعية.  انضمت لاحقًا إلى In-Q-Tel كنائب الرئيس التنفيذي ومدير In-Q-Tel Labs. 
بورتر هي نائبة وكيل وزارة الدفاع للأبحاث والهندسة، وهو منصب تم إنشاؤه حديثًا.   بعد تأكيدها من قبل مجلس الشيوخ الأمريكي، ستقدم تقريرًا مرة أخرى إلى وكيل وزارة الدفاع مايكل جريفين، مشرفها السابق في وكالة ناسا.  من خلال دورها بصفتها DUSD (R&E) ، ساعدت بورتر الدولار الأمريكي (R&E) غريفين في تحديد أولويات تحديث التكنولوجيا لوزارة الدفاع. 
في عام 2009 بصفتها مدير IARPA، ألغت بورتر برنامج الأقمار الصناعية للاتصالات الكم الأمريكية قبل تسعة أشهر من إطلاقه.  في 24 يونيو 2020 ، قدمت ليزا بورتر استقالتها اعتبارًا من 10 يوليو 2020 لمتابعة الفرص في القطاع الخاص. 

## تعليم
تخرجت بورتر من معهد ماساتشوستس للتكنولوجيا بدرجة البكالوريوس في الهندسة النووية في عام 1989 ، حيث أخذت أيضًا دورات في اللغة الروسية وآدابها.  تخرجت من جامعة ستانفورد في عام 1994 بدرجة الدكتوراه في الفيزياء التطبيقية ، حيث عملت ببرنامج هالة فضاء ببيانات من مرصد يوكوه الشمسي.  ثم عملت كزميل ما بعد الدكتوراه في معهد ماساتشوستس للتكنولوجيا. حصلت على وسام مكتب وزير الدفاع للخدمة العامة الاستثنائية في عام 2005 ، وميدالية القيادة المتميزة لوكالة ناسا في عام 2008 ، وميدالية الخدمة المتميزة للاستخبارات الوطنية في عام 2012 ، وجائزة الاستحقاق الرئاسي في عام 2013. 

## روابط خارجية
- سيرة ليزا جي بورتر في وكالة ناسا نسخة محفوظة 4 مارس 2016 على موقع واي باك مشين.
- مناقشة تعيين بورتر في Shepherd's Pi